# Veľká Lúka
Veľká Lúka – wieś (obec) na Słowacji położona w kraju bańskobystrzyckim, w powiecie Zwoleń. Pierwsze wzmianki o miejscowości pochodzą z 1281 roku.
Według danych z dnia 31 grudnia 2012 roku, wieś zamieszkiwały 533 osoby, w tym 273 kobiety i 260 mężczyzn.
W 2001 roku rozkład populacji względem narodowości i przynależności etnicznej wyglądał następująco:
- Słowacy – 96,95%
- Czesi – 0,51%
- Romowie – 2,04%
- Ukraińcy – 0,25%

Ze względu na wyznawaną religię struktura mieszkańców kształtowała się w 2001 roku następująco:
- Katolicy rzymscy – 36,64%
- Grekokatolicy – 0,51%
- Ewangelicy – 37,4%
- Ateiści – 18,83%
- Nie podano – 6,11%